# Араја Менгеша
Араја Менгеша (енгл. Araya Mengesha; Торонто, 5. март 1987) је канадски глумац. Између 2002. и 2009. године, био је један од три водитеља документарне емисије Ловци на мистерије.

## Биографија
Менгеша је рођен у Торонту. Његови родитељи су Стефанос Менгеша Сејоум, етиопско-канадски пословни саветник, и Селамавит Кирос, пореклом из Еритреје. Преко очеве стране, он је члан Соломонске династије.
У раздобљу између 2002. и 2009. године, био је један од три водитеља телевизијске емисије под називом "Ловци на мистерије", заједно са Дејвидом Акером и Кристином Броколини.

## Телевизијске улоге
| Год.     | Назив                    | Улога             |
| -------- | ------------------------ | ----------------- |
| 2000.-те |                          |                   |
| 2002     | Убеђење                  | Вилијам Конамаkер |
| 2008     | Сестра.борац.дечак       | Кандае            |
| 2010.-те |                          |                   |
| 2010     | Никита (ТВ серија)       | Бен Прентис       |
| 2011     | Деграс: Нова генерација  | Фрат Гуј          |
| 2012     | Кул де кеса              | Мајкл             |
| 2013     | Чување Хопе              | Ден Баили         |
| 2014     | Руби Скај:Малтешко штене | Зофи              |

## Водитељске улоге
- Ловци на мистерије